# Соколова, Елена Петровна
Елена Петровна Соколова (род. 13 февраля 1991 года) — российская пловчиха.

## Карьера
Родилась и живёт в Москве. Выступала за СДЮШОР «Юность Москвы» по водным видам спорта «СКИФЫ». Тренер – заслуженный тренер России С. И. Гришина.
На юниорском чемпионате Европы 2007 года победила на трёх дистанциях (400, 800 и 1500 метров вольным стилем), а в эстафетах завоевала «серебро» (комплексная эстафета 4×100 метров) и «бронзу» (4х100 вольным стилем).
Чемпионка России (2009, 2012 - 200 м, 2009-2012 - 400 м, 800 м, 2010 - 1500 м). Серебряный (2011 - 200 м, 2007, 2008 - 400 м, 2007 - 1500 м) и бронзовый (2007 - 800 м) призёр чемпионатов России.
Чемпионка России на короткой воде (2010-2012 - 400 м, 800 м, 2010 - эстафета 4×200 м в/с, эстафета 4×100 м комб.). Серебряный (2010-2012 - 200 м) и бронзовый (2011 - 100 м) призёр чемпионатов России на короткой воде.
Серебряный призёр чемпионата мира на короткой воде в эстафете 4х200 м вольным стилем.
Победительница Всемирной Универсиады (2013 - эстафета 4х100 м в/с).
Участница Олимпийских игр 2008 и 2012 годов. В Пекине была седьмой на дистанции 800 метров вольным стилем, в эстафете наша четвёрка оказалась на 12-м месте. В Лондоне Елена была 25-й (400 м) и 26-й (800 м) в индивидуальных заплывах и 15-й в эстафете.
Мастер спорта России международного класса.
Выпускница Российского государственного университета физической культуры, спорта и туризма.